# Superbrothers: Sword & Sworcery EP
Superbrothers: Sword & Sworcery EP è un videogioco di genere avventura dinamica creato dalla Superbrothers e Capybara Games, con colonna sonora di Jim Guthrie. È stato pubblicato per sistemi iOS e si avvale del dispositivo di orientamento durante il gioco. Il primo trailer del videogioco è stato reso disponibile nel febbraio 2011, e per iPad il 24 marzo 2011.
Il 23 dicembre 2012 il gioco è uscito anche su Google Play.
Superbrothers: Sword & Sworcery EP ha vinto l'Independent Games Festival nel 2010.